# Цыкуны (Гомельский район)
Цыкуны (бел. Цыкуны́; ранее — Случ-Мильча) — деревня в составе Бобовичского сельсовета Гомельского района Гомельской области Республики Беларусь.

## География
В 18 км на юго-запад от Гомеля.

### Гидрография
На севере и востоке мелиоративные каналы. Напротив дачного кооператива есть озеро.

### Экология и природа
На севере и западе граничит с лесом.

## Транспортная система
Транспортная связь по просёлочной, а затем по автомобильной дороге Калинковичи — Гомель. В деревне 54 жилых дома (2004 год). Планировка состоит из слегка выгнутой улицы к которой примыкает и переулок. Застройка двухсторонняя, дома деревянные, усадебного типа.

## История
Согласно письменных источников деревня известна с XVIII века как слобода в Речицком повете Минского воеводства Великого княжества Литовского. После 1-го раздела Речи Посполитой (1772 год) в составе Российской империи. С 1775 году деревня находилась во владении фельдмаршала графа П. А. Румянцева-Задунайского. С 1834 года владение фельдмаршала графа И. Ф. Паскевича. В 1833 году в Белицком уезде Могилёвской губернии. В 1862 году в Гомельском уезде. В 1897 году в деревне (Случ-Мильча) располагался хлебозапасный магазин. Находилась в Дятловичской волости Гомельского уезда Могилёвской губернии. В 1913 году начала работу земская школа.
В 1926—1927 годах центр Случмильчанского сельсовета.
В 1932 году жители вступили в колхоз.
Во время Великой Отечественной войны на фронтах погибли 44 жителя деревни.
В 1959 году в составе совхоза «Мирный» с центром в деревне Михальки.

## Население

### Численность
- 2004 год — 54 двора, 92 жителя.

### Динамика
- 1833 год — 20 жителей.
- 1862 год — 21 двор.
- 1884 год — 185 жителей.
- 1897 год — 49 дворов, 267 жителей (согласно переписи).
- 1909 год — 56 дворов, 347 жителей.
- 1926 год — 429 жителей.
- 1959 год — 414 жителей (согласно переписи).
- 2004 год — 54 двора, 92 жителя.